# Stenorrhina freminvillei
Espèce
Synonymes
- Microphis quinqueliniatus Hallowell, 1855
- Stenorhina lactea Cope, 1861
- Stenorhina degenhardtii apiata Cope, 1876
- Geophis multitorques yucatanensis
Barbour & Cole, 1906

Statut de conservation UICN

 LC  : Préoccupation mineure
Stenorrhina freminvillei  est une espèce de serpents de la famille des Colubridae.

## Répartition
Cette espèce se rencontre :
- au Mexique dans les États du Guerrero et du Michoacán  ;
- au Guatemala ;
- au Salvador ;
- au Honduras ;
- au Nicaragua ;
- au Costa Rica ;
- au Panama.

Sa présence est incertaine au Belize.

## Étymologie
Cette espèce est nommée en l'honneur du Chevalier de Fréminville.

## Publication originale
- Duméril, Bibron & Duméril, 1854 : Erpétologie générale ou histoire naturelle complète des reptiles. Tome septième. Deuxième partie, p. 781-1536 (texte intégral).